# Phitsanulok (província)
Phitsanulok é uma província da Tailândia. Sua capital é a cidade de Phitsanulok.